# 2917 Sawyer Hogg
2917 Sawyer Hogg este un asteroid din centura principală, descoperit pe 2 septembrie 1980, de Edward Bowell.